# Шото (Оклахома)
Шото (енгл. Chouteau) град је у америчкој савезној држави Оклахома.

## Демографија
По попису из 2010. године број становника је 2.097, што је 166 (8,6%) становника више него 2000. године.
| Група             | 2000.         | 2010.         |
| Белци             | 1.472 (76,2%) | 1.543 (73,6%) |
| Афроамериканци    | 8 (0,4%)      | 5 (0,2%)      |
| Азијати           | 4 (0,2%)      | 4 (0,2%)      |
| Хиспаноамериканци | 34 (1,8%)     | 38 (1,8%)     |
| Укупно            | 1.931         | 2.097         |